# George Lucas

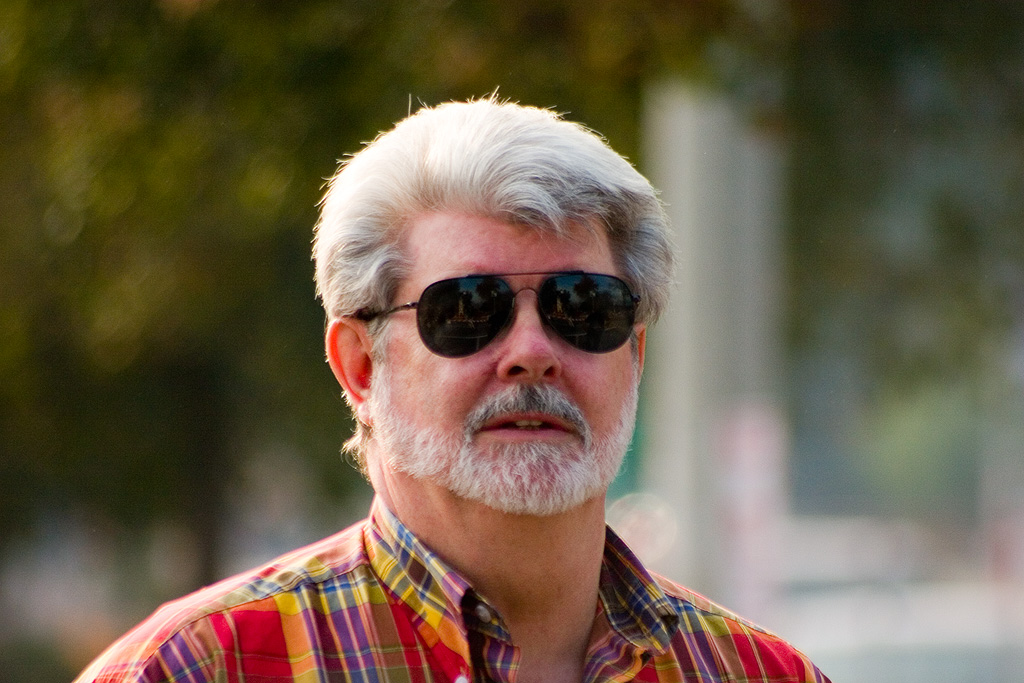
George Lucas

George Lucas, celým jménem George Walton Lucas, Jr., (* 14. května 1944 Modesto, Kalifornie) je americký filmový režisér, producent a scenárista známý svou ságou Star Wars a tetralogií Indiana Jones. George Lucas dnes patří mezi nejúspěšnější postavy amerického filmového průmyslu a jeho obrovský majetek, který nabyl zejména díky příjmům z merchandisingu, se odhaduje na 4,2 miliardy dolarů.
Vlastním jménem George Walton Lucas, Jr. se narodil 14. května 1944 v Modestu, Kalifornii rodičům Dorothy Ellinore a Georgi Waltonu Lucasovým. Zde také vystudoval proslulou University of Southern California (USC). Po promoci získal stipendium od společnosti Warner Brothers, v jehož průběhu se seznámil s režisérem Francisem Fordem Coppolou, se kterým v roce 1971 natočil svůj první film – THX 1138. Tento snímek je některými kritiky dodnes označován jako Lucasův nejpovedenější.
Po tomto úspěchu s Coppolou ještě v roce 1973 natočil Americké Graffiti, který se stal v Americe překvapivě hitem. Získal 5 nominací na Oscara, ale nakonec se musel spokojit „pouze“ se Zlatým glóbem. V Graffiti debutoval i Harrison Ford, kterého Lucas následně obsadil i do svého dalšího, téměř osudového projektu.
S myšlenkou na epické sci-fi pracoval už od roku 1968. Dlouho však nebyl s výsledkem spokojen, a tak až v roce 1975 nabídl scénář filmu, tehdy nazvaný Star Wars, studiu Universal. To ho však odmítlo kvůli velkému rozpočtu a strachu o finanční návratnost projektu. Úspěšný byl až u společnosti 20th Century Fox. Natáčení bylo velmi vyčerpávající – Lucas musel dokonce být při scénách natáčených v Tunisku na 2 týdny hospitalizován. Již na Epizodě IV také začal spolupracovat s hudebním skladatelem Johnem Williamsem (E.T. - Mimozemšťan, Jurský park, Schindlerův seznam, Čelisti).

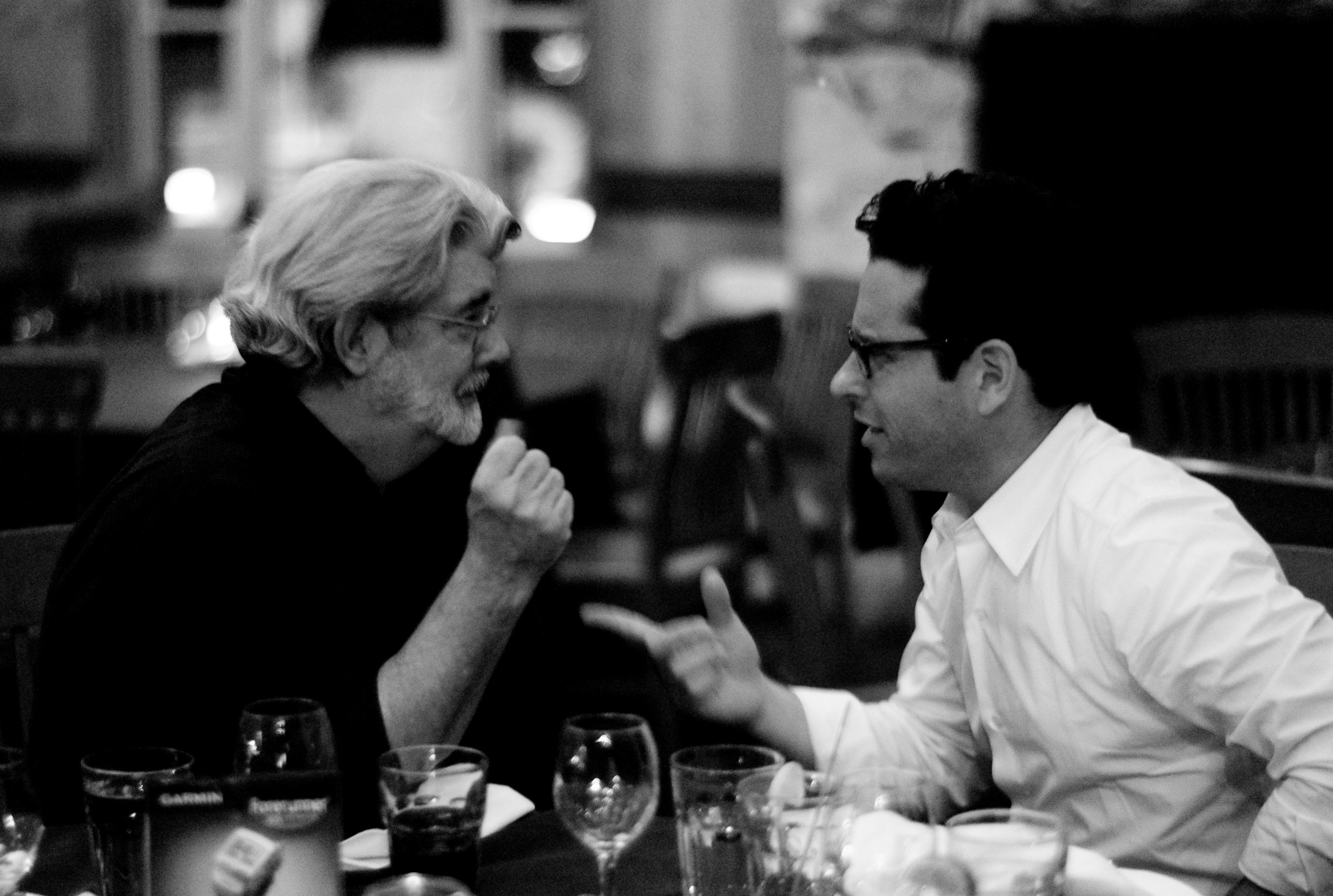
George Lucas s J. J. Abramsem

Hvězdné Války – tehdy ještě bez přídomku Epizoda IV – Nová Naděje, měly premiéru v květnu roku 1977. Úspěch byl obrovský, tržby dvacetinásobně přesáhly výdaje, a film získal i 7 Oscarů (De facto 6 + Pamětní cena Irvinga G. Thalberga) Lucasův geniální tah však spočíval ve vlastnění autorských práv na případná pokračování, a zejména na všechny reklamní předměty se Star Wars spojenými. Režii dalších dvou dílů předal nejprve svému univerzitnímu profesorovi – Irvinu Kerschnerovi (1980 – Impérium vrací úder) a poté Richardu Marquandovi (1983 – Návrat Jediů).
V květnu 1982 zakládá odnož společnosti LucasFilm s názvem LucasFilm Games, která vyvíjí počítačové hry a zanedlouho je proslavena stejně jako mateřská společnost LucasFilm. Právě proto je také později oddělena, coby samostatná společnost pod názvem LucasArts.
Do konce 20. století pak působil zejména jako filmový producent, za zmínku stojí trilogie o Indiana Jonesovi, kde režii přenechal příteli ze střední školy – Stevenu Spielbergovi. Také upevňoval postavení své společnosti – LucasFilm Ltd., pod kterou spadají i ILM (Industrial Light & Magic), stojící u zrodu finančně nejúspěšnějších snímků 20. století a Skywalker Sound, který výrazně zasáhl do zvukového průmyslu.
V roce 1999 režíroval první díl nové trilogie Star Wars: Epizoda I – Skrytá hrozba, v roce 2002 pak následoval film Klony útočí a v roce 2005 byla celá hexalogie uzavřena filmem Pomsta Sithů. V roce 2008 Lucas uvedl 4. díl Indiany Jonese s názvem Indiana Jones a království křišťálové lebky a intenzivně se věnuje rozvoji digitální technologie (firma THX).

## Muzeum narativního umění
V červnu roku 2013 zvažuje Lucas založení muzea. Lucasovo Muzeum Kulturního Umění má být vybudováno na Crissy Field v blízkosti Golden Gate Bridge v San Franciscu a má zobrazovat jeho sbírku ilustrací a pop art umění v odhadované hodnotě více než 1 miliardu $. Lucas nabídl, že zaplatí odhadovanou hodnotu 300 milionů $, představující náklady na výstavbu muzea, spolu s následnou dotací 400 miliónů $, v momentu jeho otevření. K této částce nakonec přidává dalších 400 miliónů dolarů. Po neúspěchu dosáhnout dohody s Presidio Trust, se Lucas obrací na město Chicago. V květnu 2014 je navrhnuto potenciální místo výstavby poblíž jezera v areálu muzejního kampusu v Chicagu. Tohle místo je v červnu stejného roku vybráno a schváleno plánovací komisí města. Projekt výstavby muzea je současně přejmenován na Muzeum narativního umění George Lucase. Avšak, vzhledem k soudním procesům s místními zájmovými skupinami na ochranu parků a dalšími, opouští Lucas 24. června 2016 svůj záměr vybudovat muzeum v Chicagu a svůj zrak obrací ke Kalifornii. V lednu 2017 oznamuje, že muzeum bude vybudováno v Exposition Parku v Los Angeles v Kalifornii.